# Manbuta aequalipunctata
Manbuta aequalipunctata är en fjärilsart som beskrevs av Paul Dognin 1912. Manbuta aequalipunctata ingår i släktet Manbuta och familjen nattflyn. Inga underarter finns listade i Catalogue of Life.